# Ponte di Kharaba
Il ponte di Kharaba è un ponte romano nel villaggio di Kharaba nella regione fertile di Hawran in Siria, vicino alla città di Bosra (antica Bosra).
Il ponte attraversa il Wadi Zeidi, affluente dello Yarmuk, a 3.5 km a nord-ovest di Bosra.  Esso è composto da tre archi semicircolari, ciascuno con luce di circa 3,8 m. Essi appoggiano su pilastri di ampiezza di 2,4  m e hanno un'altezza di 2,5 m dal punto di innesto della volta.  La larghezza del ponte è di 4.52 m.   Sul lato orientale si trova un piccolo condotto d'acqua di forma squadrata sostenuto da un colonnato con capitello.  Le volte e la copertura sono prevalentemente realizzate con conci di basalto nero verdastro. Nel complesso l'antica struttura si presenta ancora in un discreto stato di conservazione. 
Ci sono almeno altri due ponti romani che attraversano il Wadi Zeidi: il ponte Gemarrin e uno ad At-Tayyibeh.